# Chichibu-Zwischenfall

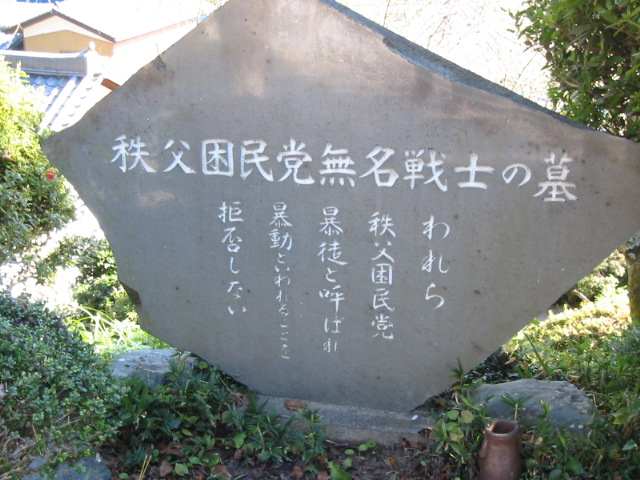
Gedenkstein für die unbekannten Toten des Chichibu Zwischenfalls am Tempel Onraku-ji (音楽寺), Chichibu, Saitama.

Der Chichibu-Zwischenfall (japanisch 秩父事件, Chichibu jiken) war ein Aufstand der Bauern in der Chichibu-Gegend der japanischen Präfektur Saitama vom 31. Oktober bis 10. November 1884. Er war eines der „Gekka jiken“ (激化事件), einer der „mit Gewalt ausgetragenen Zwischenfälle“ im zweiten Jahrzehnt der Meiji-Zeit, in denen die Bauern der Kantō-Gegend, angeführt von Anhängern einer Bewegung für Freiheit und Menschenrechte (自由民権運動, Jiyū minken undō), gegen die konservative Regierung rebellierten.

## Übersicht

### Vorgeschichte

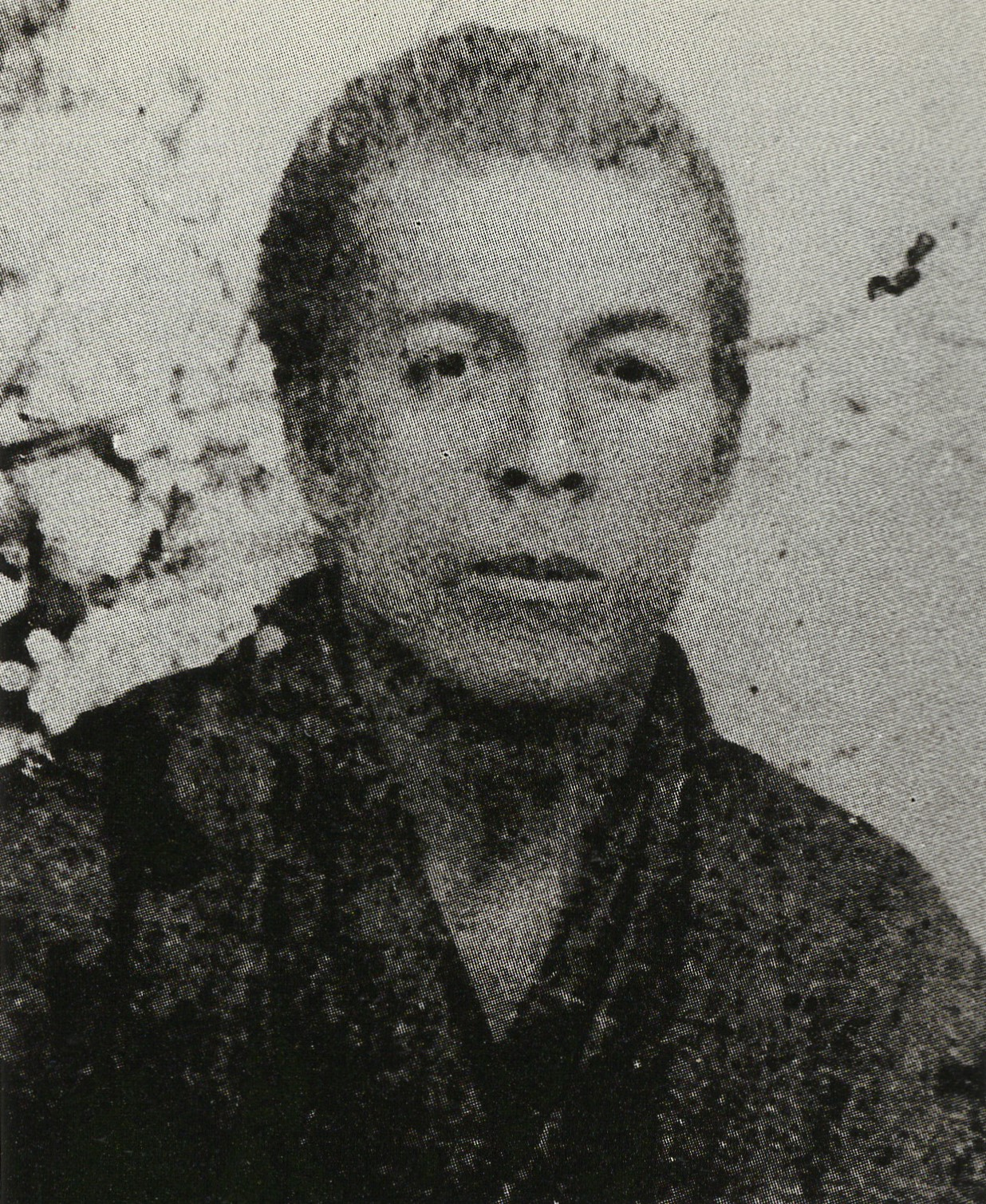
Tashiro Eisuke

In den Bergdörfern der Chichibu-Region, in denen keine Selbstversorgung mit Getreide möglich ist, wurde das Einkommen hauptsächlich durch die Seidenraupenzucht und Rohseidenproduktion aufgebessert. Auf Grund der von Finanzminister Matsukata verordneten Deflation kam es 1884 in der Tama- und Chichibu-Region, zu einer Notlage, so dass die hohen Zinsen des geliehenen Geldes für die Bauern zu einer großen Belastung wurden. Im November 1883 setzten sich Inoue Denzō (井上 伝蔵; 1854–1918), ein angesehener Bürger aus Yoshida u. a. gegenüber der Polizei mit Bitte um Zahlungsaufschub ein. Ōi Kentarō, ein Vertreter des linken Flügels der Liberalen Partei, sagte Unterstützung zu.
1884 schloss sich Tashiro Eisuke (田代 栄助; 1834–1885), ein Kämpfer für mehr Demokratie in der Gegend, der Liberalen Partei an. Im Februar, mit der Ankunft von Ōi, traten auch eine Reihen von Bauern, die wirtschaftlich am Abgrund standen, seiner Partei bei, die sich zunehmend als bauernfreundlich ausgab. Im September schloss man sich zur „Liga der verarmten Bürger“ (困民党, Komin-tō) zusammen mit dem Ziel, falls durch Verhandlungen mit den Geldverleihern keine Erleichterung zu erzielen war, dann mit Gewalt vorzugehen.

### Der Aufstand
Im Oktober fanden Inoue und seine Bekannten, dass keine Änderung der Notlage der Bauern zu erwarten war. Und so begannen Vorbereitungen für einen Einsatz mit Gewalt. Am 1. November versammelten sich an einem Schrein in Shimoyoshida mehr als 6000 Bauern zu einer (schlecht bewaffneten) Bauernarmee zusammen. Die Zentrale für den Aufstand nominierte Tashiro als Anführer, Katō Oribe (加藤 織平; 1849－1885) als Stellvertreter und Inoue als Verwalter der Finanzen.
Die Aktion begann am 1. November. Am 2. November marschierten 3000 Leute in Ōmiyagō (大宮郷) ein, in einen Ortsteil von Chichibu, zerstörten, wie schon am Tag zuvor, die Anwesen der Zinswucherer und sammelten Spenden von den Großbauern ein. Als sich die eingesetzten staatlichen Ordnungskräfte zurückziehen mussten, bat die Präfektur den Innenminister um Entsendung von Truppen. Die am 3. November entsandten Garnisonstruppen und die Militärpolizei setzten sich schnell durch, sodass bereits am Nachmittag des 4. November der Aufstand niedergeschlagen war. Ein Teil der Aufständischen floh in die benachbarte Präfektur Nagano, aber am 9. November war der Aufstand endgültig zu Ende.
Die Zahl der Angeklagten in dem Fall überstieg allein in Chichibu 6.400. Dazu kamen Teilnehmerzahlen aus den Präfekturen Gumma und Nagano. Sieben Personen, darunter Tashiro, Katō und Inoue, wurden zum Tode verurteilt. Inoue konnte sich der Todesstrafe durch Flucht nach Hokkaidō entziehen.
Die Liberale Partei hatte sich bereits am Vorabend des Aufstandes aufgelöst.